# سرویس امنیت فدرال روسیه
سرویس امنیت فدرال روسیه یا اف‌اس‌به (به روسی: Федеральная служба безопасности Российской Федерации) سازمان اطلاعاتی و امنیت ملی فدراسیون روسیه و جانشین اصلی کمیته امنیت دولتی (کاگ‌ب) سازمان اطلاعاتی و امنیتی اتحاد جماهیر شوروی سوسیالیستی است.
مسئولیت اصلی آن در داخل کشور عبارتند از: ضداطلاعات، امنیت داخلی و مرزی، مبارزه با تروریسم و همچنین بررسی برخی از انواع دیگر از جنایت‌های بزرگ است.

## پایگاه اصلی
ستاد این سازمان در میدان لوبیانکا در مسکو در ساختمان پیشین کاگ‌ب است.

## مسئولیت
سرویس امنیت فدرال روسیه به‌طور عمده، مسئول امنیت داخلی دولت روسیه، ضد جاسوسی، مبارزه با جرایم سازمان‌یافته، تروریسم و قاچاق مواد مخدر است. از سال ۲۰۰۳، زمانی که سازمان مرزی خدمات فدرال در سرویس امنیت فدرال روسیه گنجانده شده، مسئول نظارت بر امنیت مرزی نیز شده‌است.

### پرونده‌ها
- Federal Security Service (FSB) Library of Congress Country Studies (Data as of July 1996)
- Russian Security Services AXIS Information and Analysis (AIA)
- Federal Security Service (FSB) FAS Intelligence Resource Program
- Power Ministries / Intelligence – Russian Federation Post-Soviet Newsletter
- Federal Security Service (FSB) Agentura.Ru
- Federal Security Service (FSB) GlobalSecurity